# NGC 5325
NGC 5325 (auch NGC 5325A) ist eine 15,3 mag helle spiralförmige Radiogalaxie vom Hubble-Typ Sc im Sternbild Jagdhunde am Nordsternhimmel. Sie ist schätzungsweise 155 Millionen Lichtjahre von der Milchstraße entfernt und hat einen Durchmesser von etwa 40.000 Lichtjahren. 

Im selben Himmelsareal befinden sich u. a. die Galaxien NGC 5303, NGC 5341, NGC 5349, NGC 5351.
Das Objekt wurde am 14. Juni 1885 von Lewis A. Swift entdeckt.